# NGC 2669
NGC 2669 je otvoreni skup u zviježđu Jedru. 

## Vanjske poveznice
- SEDS: NGC 2669